# Laudanum
Laudanum, tinktura opii eller opiumdroppar är en tinktur av opium löst i etanol. Laudanum har använts som smärtstillande medel och hostmedicin. Den schweiziske läkaren och botanikern Paracelsus framställde tinkturen 1522 och gav det namnet laudanum.